# Cimera (guarniment)

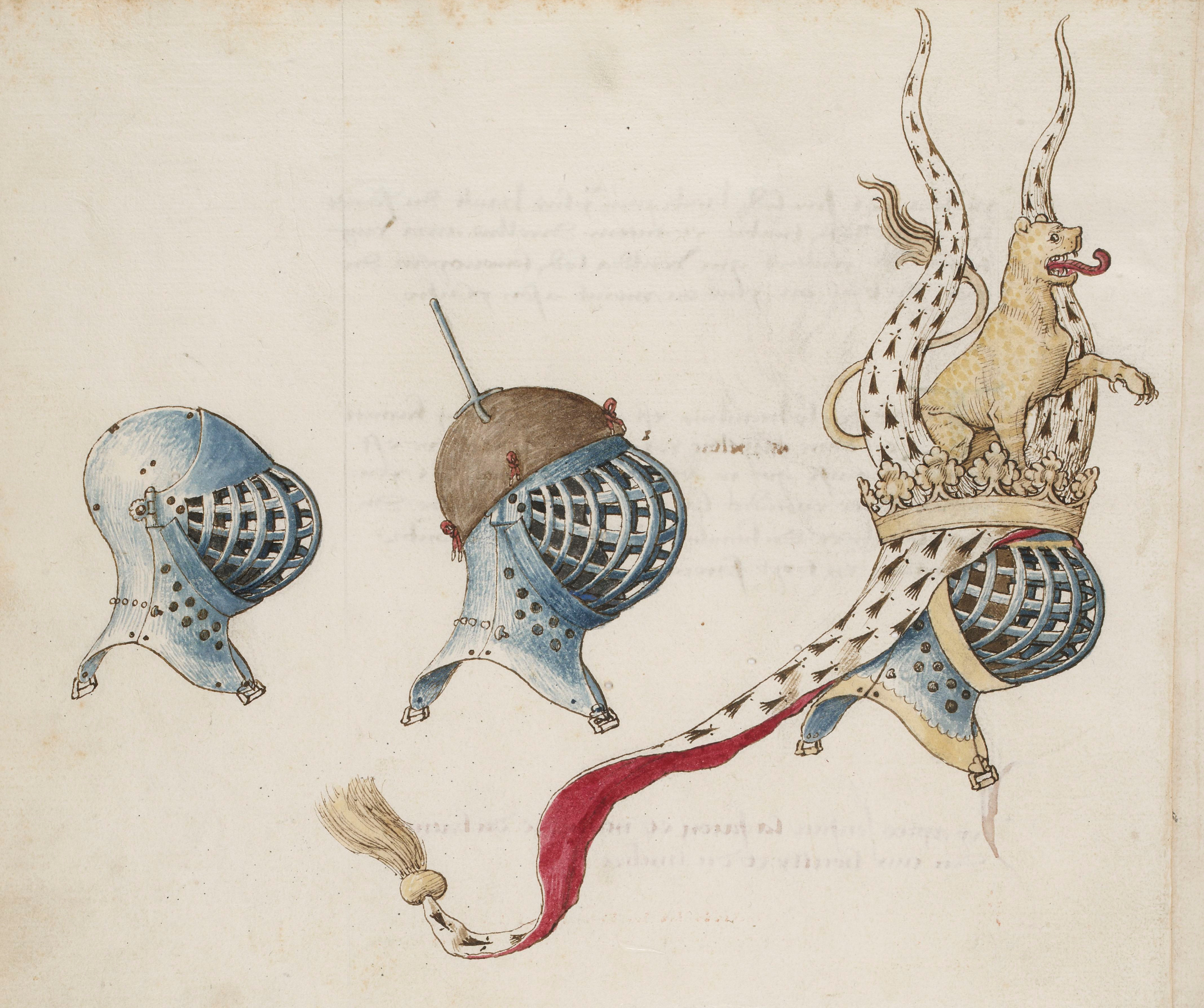
Imatge d'un elm amb cimera (dreta)

La cimera era un guarniment que portaven els cavallers al cim de l'elm. Alguns creuen que ve de chimera per raó de les fantàstiques figures de cartró o pergamí que els senyors col·locaven sobre el casc entre les quals es va distingir el famós drac-pennat (drac alat) dels reis d'Aragó.
L'origen de posar timbres i cimeres és molt antic, segons s'infereix del que diu Titus Livi. Els antics van posar sobre els elms i celades coses que representessin una espantosa quimera que per això es van anomenar 'cimera': segons alguns romans, vanant-se del seu fundador Ròmul a qui diuen va criar una lloba la portaven per Cimera, com diu Properci.
Les cimeres en els elms van començar a usar-se a Europa a finals del segle xiii i principis del xiv, però a Espanya no van ser conegudes fins començada aquesta centúria i com importació de França. Sembla indubtable que l'ús de la cimera va ser adoptat a Aragó molt abans que a Castella. En els segells de Pere IV, apareix per primera vegada l'elm rematat per un drac alat rampant (drac-pennat), que des de llavors fins a Ferran II, va servir de divisa als reis aragonesos, alternant amb el griu, que va ser també insígnia de l'Orde de la Gerra o del Grifó, instituïda per Ferran d'Antequera.